# Зимна Вода (Нижньосілезьке воєводство)
Зимна Вода (пол. Zimna Woda, нім. Kaltwasser) — село в Польщі, у гміні Любін Любінського повіту Нижньосілезького воєводства.
Населення — 314 осіб (2011).

## Історія

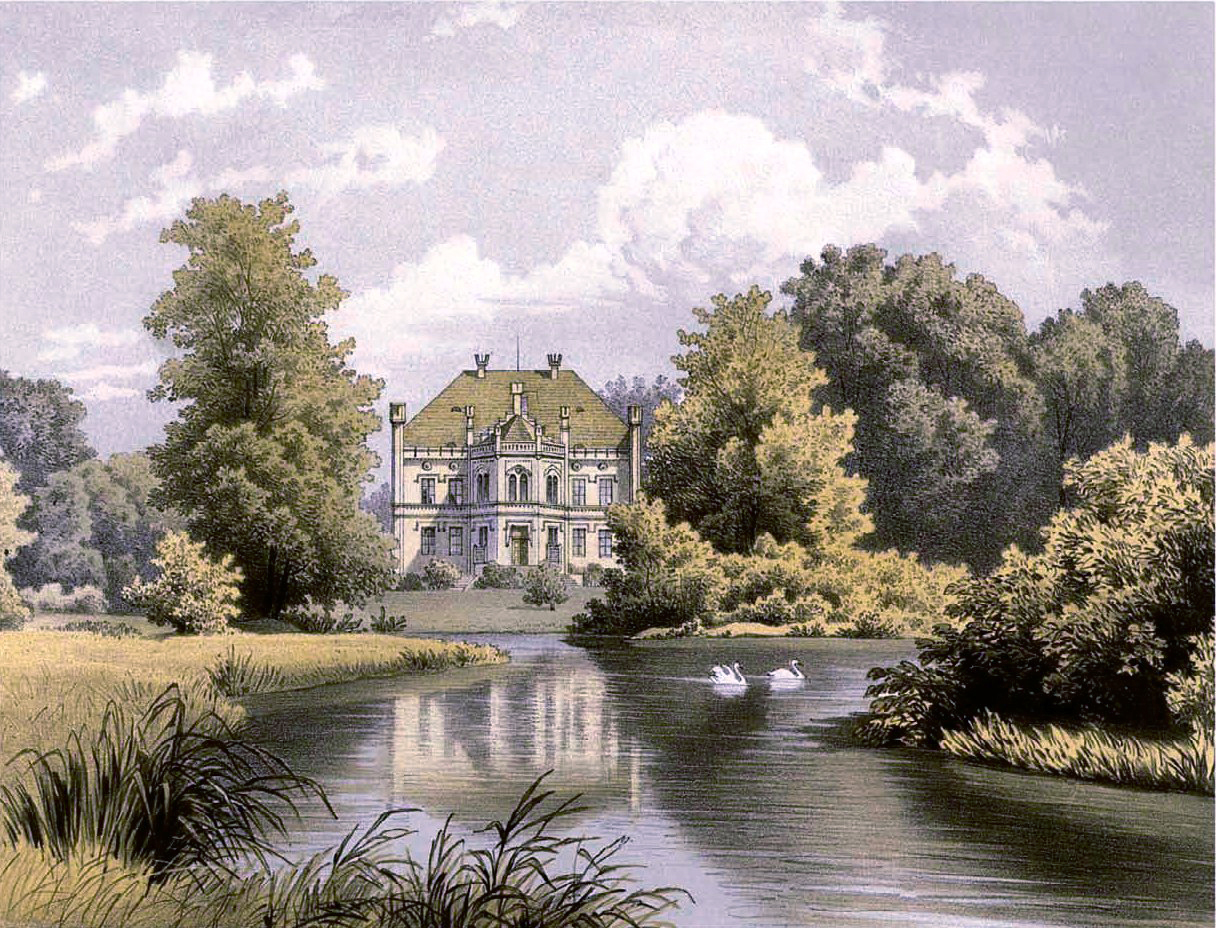
Rittergut Kaltwasser around 1860,Alexander Duncker

25-31 травня 1947  в результаті антиукраїнської операції «Вісла» було депортовано в Зимну Воду частину мешканців лемківського села Бортне.
У серпні 1956 р. колишній православний священик Бортного Іван Левяж зорганізував колишніх парафіян в околицях Зимної Води на ремонт православної церкви в селі Бортне, де і провів службу Божу, на яку прийшли також колишні парафіяни, які задля уникнення депортації перейшли до римо-католицької церкви. Серед колишніх парафіян на Повернених Землях було оголошено про наступну службу в Бортному 14.11.1956. Ця активність лемків спричинила переляк ксьондза Францішека Беднажа з Маластова і його донос в міліцію. Після розмови з репресивними органами Іван Левяж видав усі йому відомі ініціативи українців і не поїхав на службу 14.11.1956 до Бортного.
У 1975-1998 роках село належало до Легницького воєводства.

## Демографія
Демографічна структура станом на 31 березня 2011 року:
|          | Загалом | Допрацездатний вік | Працездатний вік | Постпрацездатний вік |
| -------- | ------- | ------------------ | ---------------- | -------------------- |
| Чоловіки | 161     | 36                 | 110              | 15                   |
| Жінки    | 153     | 27                 | 94               | 32                   |
| Разом    | 314     | 63                 | 204              | 47                   |